# Whitley Strieber
Louis Whitley Strieber (/ˈstriːbər/; sinh ngày 13 tháng 6 năm 1945) là nhà văn Mỹ nổi tiếng với những cuốn tiểu thuyết kinh dị The Wolfen và The Hunger và với Communion, tác phẩm phi hư cấu nói về những trải nghiệm khả nghi của ông về các thực thể không phải con người. Ông đã duy trì một sự nghiệp kép của một tác giả tiểu thuyết và bênh vực các khái niệm thay thế thông qua cuốn sách bán chạy nhất của ông, trang web Unknown Country và podcast Internet mang tên Dreamland.

## Thân thế
Strieber chào đời ở San Antonio, Texas, con trai của Kathleen Mary (Drought) và Karl Strieber, một luật sư. Ông nhập học trường Central Catholic Marianist High School ở San Antonio, Texas. Sau khi tốt nghiệp theo học Đại học Texas ở Austin và Trường Kỹ thuật Điện ảnh London, tốt nghiệp cả hai trường vào năm 1968. Sau đó ông vào làm cho một số công ty quảng cáo ở thành phố New York, lên tới chức phó chủ tịch trước khi nghỉ việc vào năm 1977 để theo đuổi sự nghiệp văn chương.

## Tiểu thuyết đầu tay
Strieber bắt đầu sự nghiệp viết lách của mình với tư cách là một tiểu thuyết gia với tác phẩm kinh dị đầu tay The Wolfen (1978) và The Hunger (1981), mỗi tác phẩm đều được dựng thành phim truyện, nối tiếp bởi cuốn tiểu thuyết kinh dị kém thành công hơn là Black Magic (1982) và The Night Church (1983).
Strieber về sau chuyển sang thể loại giả tưởng tự biện với lương tâm xã hội. Cộng tác với James Kunetka, ông viết tác phẩm Warday (1984), kể về những nguy hiểm của cuộc chiến tranh hạt nhân hạn hẹp và Nature's End (1986), một cuốn tiểu thuyết lấy bối cảnh môi trường hậu tận thế. Ông còn là tác giả độc lập của Wolf of Shadows (1985), một cuốn tiểu thuyết dành cho người trưởng thành trẻ tuổi lấy bối cảnh hậu quả của cuộc chiến tranh hạt nhân.
Năm 1986, cuốn tiểu thuyết kỳ ảo của Strieber có tựa đề Catmagic đã được xuất bản với đồng tác giả Jonathan Barry, người được coi là một chuyên gia tư vấn ngành hàng không vũ trụ và một phù thủy lành nghề. Trong ấn bản bìa mềm năm 1987, Strieber nói rằng Jonathan Barry chỉ là cái tên hư cấu và ông mới chính là tác giả duy nhất của Catmagic. Công ty xuất bản cá nhân của Strieber, Walker & Collier, được đặt tên theo hai nhân vật trong Catmagic.
Sau đó, những cuốn tiểu thuyết giật gân kém thành công của Strieber gồm có Billy (1990), The Wild (1991), Unholy Fire (1992) và The Forbidden Zone, một cuốn tiểu thuyết chuyển thể từ bộ phim năm 1980 của Richard Elfman (1993).

## Truyện ngắn
Các truyện ngắn của tác giả đã được thu thập trong ấn bản có số lượng giới hạn vào năm 1997 Evenings with Demons. Những câu truyện ngắn gần đây hơn bao gồm "The Good Neighbor", xuất bản trong Twilight Zone: 19 Original Stories on the 50th Anniversary, và "The Christmas Spirits" (2012), một câu chuyện hiện đại từ cuốn tiểu thuyết A Christmas Carol của Charles Dickens, được xuất bản tại Mỹ dưới dạng eBook và ở Anh dưới dạng bìa cứng từ Coronet, ấn hiệu của Hodder & Stoughton.

## Communionvà "du khách" ngoài hành tinh
Strieber đoán chắc rằng mình đã bị những sinh vật ngoài hành tinh bắt cóc khỏi căn hộ riêng tại vùng Thượng New York vào buổi tối ngày 26 tháng 12 năm 1985, nhờ sự giúp đỡ bằng liệu pháp thôi miên của Budd Hopkins. Chính ông đã viết về những trải nghiệm này trong "khoảng thời gian mất tích" và những cảnh hồi tưởng kinh hoàng qua cuốn sách mang tựa đề Communion (1987), tác phẩm phi hư cấu đầu tiên của ông. Mặc dù cuốn sách được nhìn nhận như là một tài liệu về hiện tượng người ngoài hành tinh bắt cóc, Strieber không rút ra kết luận về danh tính của những kẻ bắt cóc khả nghi. Ông chỉ nhắc đến họ là những "du khách", một cái tên được chọn mang tính trung lập nhất có thể nhằm ấp ủ khả năng rằng họ không phải là người ngoài hành tinh và thay vào đó có thể tồn tại trong tâm trí của mình. Tác giả còn so sánh sự "quen thuộc" khi nhìn thấy thực thể được mô tả là nữ, với nữ thần Ishtar của người Sumer. Cả bản bìa cứng và bìa mềm của Communion đều đứng đầu trong danh sách tác phẩm bán chạy nhất của The New York Times (thể loại phi hư cấu), với hơn 2 triệu bản được bán chung. Nhờ có Communion, một chủ đề bí truyền đã đạt đến dòng văn hóa chính thống, và Strieber cũng bất ngờ khi thấy mình được coi là người đại diện của trào lưu này.
Phiên bản bìa mềm thương mại xuất bản năm 2008 có bổ sung thêm một lời tựa mới của tác giả. Về phần hình bìa của Communion có chân dung khuôn mặt người ngoài hành tinh được Ted Seth Jacobs vẽ dựa theo lời kể của Strieber. Bức tranh này được coi là một trong những hình ảnh văn hóa đại chúng được biết đến nhiều nhất về thực thể ngoài hành tinh bị nghi là loài "Xám" (Grey). "Bìa cuốn Communion," đã được Jacobs kể lại như sau:

Hình ảnh gần đúng về ngoại hình những "du khách" ngoài hành tinh bị nghi là loài "Xám" (Grey) của Whitley Strieber, liên quan đến những trải nghiệm của ông được kể lại trong Communion. Bức tranh gốc của bìa cuốn sách này được thực hiện bởi Ted Seth Jacobs.

được vẽ trong căn hộ nhỏ của tôi ở đường số 83 khu Đông, Thành phố New York. Whitley ngồi với tôi trước tiên để vẽ một bức tranh về người ngoài hành tinh. Lúc tôi vừa phác họa, ông ấy sẽ chỉ ra cách thay đổi chân dung sao cho nó phù hợp hơn với những gì ông ấy trông thấy. Về phần mình, tôi tin rằng, quá trình này từng được các nghệ sĩ vẽ phác họa cho cảnh sát sử dụng. Mọi chi tiết cuối cùng đều được sửa chữa theo chỉ dẫn của ông. Qua từng điểm một, ông nói hình ảnh này tương ứng chính xác với những gì ông đã nhìn thấy. Nhờ có Whitley bên cạnh tôi trong buổi tiếp theo, tôi bắt đầu vẽ hình trên bảng vẽ bằng gỗ, diễn ra cùng một quá trình như đối với bản vẽ, cho đến khi Whitley sau cùng mới nói hình ảnh đó chính xác.... Về giới tính của bức chân dung người ngoài hành tinh, thú thật là chủ đề này chẳng đi đến đâu cả. Tôi thậm chí còn không biết liệu loài 'grey' có giới tính như của chúng ta hay không. Whitley đã hiệu chỉnh hình ảnh đang phát triển để có được một sự mỏng manh nhất định, một kiểu nhược điểm. Tôi cho rằng người Trái Đất chúng ta thường kết hợp những đặc điểm này với chất nữ tính trong mình.
Sau sự nổi tiếng của cuốn sách này, tài liệu của tác giả đã được xem xét kỹ lưỡng và thậm chí còn bị chế nhạo. Một số sự gièm pha xuất phát từ chính bản thân giới xuất bản: Dù được xuất bản dưới dạng tác phẩm phi hư cấu, nhà biên tập sách của tờ Los Angeles Times đã công bố tựa đề của tác phẩm tiếp theo, Transformation (1988), sẽ thuộc vào thể loại hư cấu và bỏ nó ra khỏi danh sách tác phẩm phi hư cấu bán chạy nhất (dù vậy nó lại đứng trong top 10 về mặt hư cấu của bảng xếp hạng). "Đó là điều đáng khen ngợi," Strieber trả lời. "Cuốn sách của tôi là một câu chuyện có thật... Đặt cuốn sách này vào danh sách tác phẩm hư cấu là một ví dụ xấu xí điển hình về những loại thành kiến mù quáng đã làm tổn thương đến sự tiến bộ của nhân loại qua nhiều thế hệ." Giới phê bình đã ghi nhận sự tương đồng giữa những thực thể không phải con người trong tác phẩm mang tính tự truyện của Strieber và những thực thể không phải con người trong các cuốn tiểu thuyết kinh dị đầu tay của mình thường được chính tác giả thừa nhận như là một sự quan sát công bằng, nhưng không phải là dấu hiệu cho thấy các tác phẩm tự truyện của ông đều là hư cấu: ""Những sinh vật nhỏ bé bí ẩn xuất hiện khá là nổi bật trong Catmagic dường như là một biểu hiện vô thức của [những du khách], được tạo ra trước khi tôi biết rằng chúng có thể là thật."
Trong 24 năm tiếp theo (kể từ khi Communion được xuất bản vào năm 1987), Strieber đã viết thêm bốn cuốn tự truyện mô tả trải nghiệm của mình với những vị khách viếng thăm này: Transformation (1988), phần tiếp theo trực tiếp; Breakthrough: The Next Step (1995), phản ánh về các sự kiện ban đầu và các báo cáo về sự tiếp xúc lẻ tẻ mà ông đã trải nghiệm sau này; The Secret School (1996), là cuốn sách mà ông kiểm tra lại những kỷ niệm kỳ lạ từ thời thơ ấu; và cuối cùng là Solving the Communion Enigma: What Is to Come (2011).
Trong Solving the Communion Enigma, Strieber phản ánh những tiến bộ trong sự hiểu biết khoa học kể từ lần xuất bản tác phẩm năm 1987 của ông có thể làm sáng tỏ những gì mà ông nhận ra và lưu ý, "Trong số những thứ khác, kể từ khi tôi bắt đầu viết Communion, khoa học đã xác định rằng vũ trụ song song có thể là thực theo quy luật tự nhiên và du hành thời gian có khả năng thành hiện thực theo một cách nào đó". Cuốn sách này là sự kết hợp của những vụ chứng kiến UFO và các hiện tượng liên quan, bao gồm Vòng tròn đồng ruộng, người ngoài hành tinh bắt cóc, những vụ tùng xẻo và chết chóc trong một nỗ lực nhằm phân biệt bất kỳ loại mô hình tổng thể có ý nghĩa nào. Strieber kết luận rằng loài người đang được săn sóc đến mức độ cao hơn của sự hiểu biết và sinh tồn trong một "đa vũ trụ" bất tận của vật chất, năng lượng, không gian và thời gian. Ông cũng viết một cách thẳng thắn hơn về những ảnh hưởng có hại của những lần trải nghiệm ban đầu đối với bản thân ông trong thời gian sống trong khu căn hộ ở New York vào những năm 1980, lưu ý rằng "Tôi thường xuyên uống một trận say mèm khi chúng tôi ở đây. Tôi sẽ nghe radio cho đến khuya, rồi nốc vodka..."
Những tác phẩm khác lấy chủ đề về những vị khách ngoài hành tinh của Strieber gồm có Majestic (1989), một cuốn tiểu thuyết về sự cố UFO tại Roswell; The Communion Letters (1997, tái bản năm 2003), một tập hợp những lá thư từ độc giả kể lại những trải nghiệm tương tự như của Strieber; Confirmation (1998), mà Strieber xem xét nhiều bằng chứng gợi ý về cuộc tiếp xúc với người ngoài hành tinh, và cân nhắc những gì sẽ được yêu cầu để cung cấp 'sự xác nhận'; The Grays (2006) một cuốn tiểu thuyết kể về những ấn tượng của ông về mối liên hệ với người ngoài hành tinh được trình bày thông qua giọng văn giật gân/gián điệp giả tưởng, và; Hybrids (2011) một câu chuyện kể về hình ảnh của giống loài lai giữa con người/người ngoài hành tinh được sinh ra trong thế giới hiện đại.
Các tác phẩm lấy chủ đề về những du khách ngoài hành tinh khác nữa bao gồm một kịch bản của bộ phim Communion năm 1989, do Philippe Mora làm đạo diễn và diễn viên Christopher Walken đóng vai Strieber. Phim bao gồm các tài liệu lấy từ trong các cuốn tiểu thuyết Communion và Transformation. Strieber đã nói rằng ông không hài lòng lắm với bộ phim này, vì nó sử dụng các cảnh quay của cuộc đối thoại ngẫu hứng và bao gồm các chủ đề không có trong sách của ông. Strieber cũng viết kịch bản phim cho cuốn tiểu thuyết Majestic của mình, chưa từng được quay lần nào vào năm 2015.
Whitley Strieber đã nhiều lần bày tỏ sự thất vọng rằng những trải nghiệm của ông vốn được coi là "sự tiếp xúc với người ngoài hành tinh" khi chính ông không thực sự biết được họ là cái gì nữa. Strieber đã tường thuật những trải nghiệm thời thơ ấu bất thường và gợi ý rằng có thể ông đã bị những kiểu can thiệp ban đầu của các cơ quan tình báo hoặc quân sự.
Bản thân tác giả đã được thử nghiệm quy mô về cơn động kinh thùy thái dương và những hiện tượng bất thường về não khác theo yêu cầu của ông, nhưng người ta đã phát hiện não của Strieber vẫn hoạt động bình thường. Kết quả của các cuộc thử nghiệm này đã Strieber được kể lại trong cuốn Transformation.

## Nhân chứng vụ thảm sát Whitman
Trong Communion, Strieber đã viết về việc đã nói với bạn bè qua nhiều năm rằng ông đã chứng kiến vụ xả súng tòa tháp Đại học Texas ở Austin, Texas vào ngày 1 tháng 8 năm 1966, khi ông thực sự không ở trong khuôn viên trường ngày hôm đó:
Suốt nhiều năm qua, tôi đã nói về việc có mặt tại trường đại học Texas khi Charles Whitman gây ra cuộc thảm sát này vào năm 1966. Nhưng tôi không có mặt ở đó. […]
Trong nhiều năm liền, tôi đã giải thích sự xuất hiện đột ngột của tôi bằng cách nói rằng tôi không thể đứng vững sau vụ nã súng của Charles Whitman. Sự thật là tôi đã có thể ở lại sau vụ việc đó. Đó là nỗi kinh hoàng bí mật đã đẩy tôi đi khuất. (Bốn)
Strieber trình bày lời tuyên bố của mình là đã chứng kiến cảnh Whitman xả súng qua Communion trong bối cảnh ký ức của những người bắt cóc người ngoài hành tinh, thể hiện sự bối rối khi lặp lại tuyên bố sai này qua nhiều năm. Tuy nhiên, trong hai cuộc phỏng vấn trước Communion, Strieber đã miêu tả chi tiết sinh động về những gì mà ông cho là đã tận mắt chứng kiến. Qua cuộc phỏng vấn năm 1985 với Douglas Winter được xuất bản trong Faces of Fear, Strieber mô tả như sau:

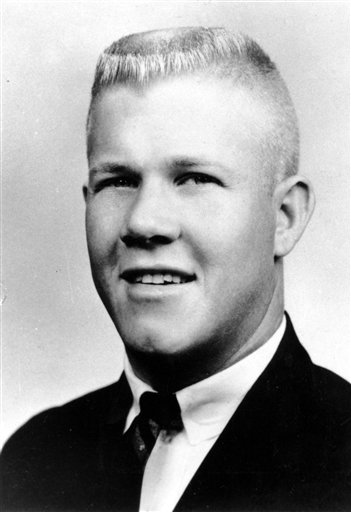
Charles Whitman, hung thủ gây ra vụ xả súng tòa tháp Đại học Texas năm 1966 mà Whitley Strieber đã tận mắt chứng kiến.

"Tôi vừa mới uống Coca. Tôi đang đi từ hiệp hội sinh viên đến chỗ trung tâm học thuật, một thư viện mở nằm gần tòa Tháp, khi tôi nghe một tiếng nổ vang vọng từ khu liên hợp của trường đại học bên kia đường phía sau tôi. Và lý do tôi sống sót cho đến tận hôm nay là tôi đã không quay trở lại. Tôi nghĩ nó đến từ phía tòa Tháp. Có lẽ tôi đã nhìn thấy một số chuyển động ở góc mắt của tôi. Tất cả mọi người ở phía trước tôi nghĩ rằng âm thanh đến từ khu liên hợp ở phía trước mặt chúng tôi, không phải là đằng sau tòa Tháp này.
"Điều kế tiếp tôi thấy là một cậu bé đi xe đạp về phía tôi — đầu cậu bé đã nổ tung. Tôi không nghe thấy gì hết. Tôi biết là sau đó cậu bé đã đến từ chỗ tòa Tháp. Những người khác vội kiếm chỗ nấp hoặc che chắn thân mình khỏi khu liên hợp, nhưng lại để lộ mặt trước tòa Tháp. Tất cả bọn họ đều bị bắn chết. Tôi chạy đến một bức tường cao khoảng ba bước chân ở gần trụ sở tòa Tháp, cách khoảng hai mươi mét. Và tôi nằm rạp xuống đất..
"Hắn ta bắn hai cô gái đến lòi ruột ngay sau lưng tôi, cách tôi ba mươi bước. Và họ đang nằm trên cỏ, la hét, van nài, cầu xin giúp đỡ, cố gắng trườn bò. Chân của một cô gái không còn cựa quậy được nữa. Người kia nôn mửa ra khỏi miệng. Và tôi có thể ngửi thấy mùi máu và mùi dạ dày, những gì ở trong dạ dày và đống ruột già. Một mùi khủng khiếp bốc ra từ những đứa trẻ đáng thương này, hai nữ sinh trẻ măng. Và hắn ta đã làm điều đó để khiến tôi và người đàn ông khác đang nấp đằng sau bờ kè phải thò mặt ra ngoài. Tôi ở đó. Tôi đã phát khiếp đến mức nào, khi nhìn họ chết, biết rằng khẩu súng đó đang chờ đợi mình. Và gã kia đột nhiên lao ra ngoài và cố kéo một trong số họ ra và bị bắn vào đầu và chết ngay lập tức. Whitman chỉ cần ngắm thẳng vào đầu của anh ta mà thôi.
"Tôi ở lại đúng nơi đó trong một thời gian dài, lâu dài — cho đến khi chính mắt tôi nhìn thấy, cơ thể của Whitman biến mất hẳn. Những nhân viên xe cứu thương mới đến gần tôi và nói, ‘Anh có thể ra khỏi đây, hắn đã chết rồi.’ Nhưng tôi sẽ không di chuyển cho đến khi tôi nhìn thấy hắn ta."
Giới phê bình bao gồm những người tham gia tiết mục trong After Dark (chương trình truyền hình) đã thẩm vấn Strieber về những lời lẽ xác nhận của ông trong Communion về việc không có mặt trong vụ xả súng của Whitman. Strieber thông báo rằng trong cuốn sách mới nhất của ông, Transformation, ông đã thay đổi tâm trí của mình và quyết định ông đã chứng kiến vụ xả súng này. Mặc dù vậy, theo thông tin công khai, không có "cậu bé trên xe đạp" đã bị Whitman giết chết vào ngày hôm đó. Hơn nữa, theo Ed Conroy trong cuốn Report on Communion, mẹ của Strieber đã tuyên bố trong một cuộc phỏng vấn rằng Strieber đã ở Austin vào cái ngày xảy ra vụ xả súng kinh hoàng, nhưng không phải trong khuôn viên trường.

## Gặp gỡ vị khách kỳ lạ
Năm 2001, Strieber tự xuất bản cuốn sách mang tên The Key mà ông tuyên bố rằng lúc đang trong tour du lịch đặt trước cho cuốn sách của mình nhan đề Confirmation, ông được viếng thăm vào sáng sớm ngày 6 tháng 6 năm 1998, tại phòng khách sạn Toronto bởi một người đàn ông vô danh đã chỉ cho ông thấy một "hình ảnh mới của Chúa". Strieber bận đối thoại với người đàn ông trong "nửa giờ" dù Strieber cũng thừa nhận rằng "một khi cuộc trò chuyện của chúng tôi đã được chép lại, rõ ràng là sẽ dành nhiều thời gian hơn để hết tâm trí vào đó" và "ông ấy phải ở bên tôi ít nhất hai giờ đồng hồ". Các chủ đề được thảo luận bao gồm Holocaust, biến đổi khí hậu đột ngột, kiếp sau, năng lực tâm linh, UFO, và sử dụng linh hồn con người vào trong máy móc. Theo lời Strieber, người đàn ông đã không cho biết tên của mình, và trong cuốn sách Strieber thường nhắc đến ông với cái tên Master of the Key (Chủ nhân Chìa khóa). Trong khi ông đang viết cuốn sách này, Strieber nói rằng không giống như những sự kiện khác mà ông từng trải qua "thực tế của cái này không phải là vấn đề."
Trong phần của The Key có tựa đề The Conversation, Strieber đã đưa ra một bản sao chép của cuộc thảo luận mà Strieber đã tuyên bố là "chính xác 80 đến 90 phần trăm", "chính xác đến 90% hoặc nhiều hơn". Với gần 20.000 từ, The Conversation có đối thoại theo kiểu hỏi và đáp. Nó bao gồm những lời giải đáp có lúc kéo dài của Master of the Key dành cho những câu hỏi ngắn từ Strieber. Theo lời Master of the Key trong cuốn The Conversation, "Chúa giống như một ảnh toàn ký" và "toàn thể của Chúa đang ở trong một hạt cát". Tất cả mọi thứ đều được nối liền với nhau bằng chồng chập lượng tử và lượng tử không định xứ. Những đặc điểm lượng tử của vũ trụ vật lý khiến cho những khả năng tâm lý khác có tính khả thi. Viết về The Key trong cuốn sách của mình nhan đề Mutants and Mystics, Jeffrey J. Kripal đã tổng kết quan điểm của Master of the Key:
Đồng cốt, sau đây, là một người có thể giữ cho trường năng lượng trong sự chồng chéo, không ở đây và ở đây, và do đó thu thập thông tin từ những địa điểm và thời gian khác nhau (Russell Targ, Alvin Schwartz, Barry Windsor-Smith lần nữa, và Philip K. Dick, chúng ta có thể nhớ lại, là đã đi đến kết luận không định xứ giống nhau). Thiền định và sự tu hành có thể làm tương tự trong phạm vi mà loại thực tiễn như vậy có thể đóng cửa thông tin từ thế giới bên ngoài, ngăn cản việc in dấu của sự lắng đọng thực tế cụ thể và cho phép cơ thể bức xạ vẫn còn chồng chập và do đó giúp mở rộng (K 20–21). "Bạn phải có khả năng xem và không xem cùng lúc," chúng ta được kể lại (K 23).

Năm 2011, Tarcher/Penguin cho in một ấn bản mới của The Key, trong đó có sự khác biệt đáng kể với phiên bản sao chép có trong bản Walker & Collier nguyên gốc của Strieber. Đáp lại, Strieber đã tố cáo rằng ấn phẩm tự xuất bản năm 2001 của ông đã bị "kiểm duyệt" bởi những "thế lực thù địch".
Giới phê bình đã chỉ ra rằng từ ngày 6 tháng 6 năm 1998 đến tháng 1 năm 2001, Strieber đã đưa ra một loạt các mô tả thay đổi về ngoại hình của Master of the Key, nói những gì và điều gì xảy ra trong cuộc gặp gỡ. Trong cuốn Problems with Strieber and The Key, tác giả Heinrich Moltke cites trích dẫn năm tài liệu khác nhau được đưa ra trong khoảng thời gian mà Strieber cung cấp các chi tiết khác nhau về sự kiện này, đôi khi rất khác hẳn so với những gì có trong phiên bản được xuất bản của The Key. Hơn nữa, theo lời Moltke, từ năm 1998 đến năm 2011, chiều cao của Master of the Key đã tăng lên một cách đáng kể trong đống tài liệu của Strieber từ "cao 4,5 feet" vào tháng 7 năm 1998 tới "có lẽ 5-foot-7, có thể 5-foot 8" vào năm 2003, cho đến "5 foot 11" trong ấn bản Tarcher năm 2011 của The Key. Moltke để ý hơn 50 trường hợp trong The Conversation mà Master of the Key nói cho Strieber biết về những ý tưởng, thành ngữ, và mô típ mà chính Strieber đã trình bày trong các sách, báo, và các cuộc phỏng vấn đã được xuất bản, đôi khi lại được viết theo đúng nguyên văn.
Trong blog trực tuyến của mình, Strieber đã viết vào tháng 6 năm 2017 rằng những lời chỉ trích The Key đều bị thúc đẩy bởi chủ nghĩa bài Do Thái. Strieber cũng quay trở lại tuyên bố về cuộc gặp gỡ với Master of the Key tại Toronto là một sự kiện thể chất, mặc dù đã có nhiều mô tả tỉ mỉ về thân thể của Master of the Key và cuộc trò chuyện của họ qua nhiều năm. Giới phê bình phản bác rằng Strieber dường như đang "lập lờ đánh lận con đen", thu hút "phi vật chất" để tránh đưa ra các bằng chứng về cuộc đàm luận, bao gồm cả việc sử dụng số tài liệu đã được xuất bản trong quá khứ của ông. Cuộc gặp gỡ Toronto của Strieber cũng bị các nhà phê bình so sánh với câu chuyện tưởng tượng sinh động, nhưng không chân thật của ông đối với vụ thảm sát Whitman.
Jeffrey J. Kripal, J. Newton Rayzor Giáo sư Triết học và Tư tưởng Tôn giáo tại Đại học Rice ở Houston, Texas, và đồng tác giả với Strieber cuốn The Super Natural, đã gọi The Key "là một trong những quyển sách hay nhất của Whitley". Graham Hancock trong một lời quảng cáo viết cho ấn bản Tarcher năm 2011 của The Key cho biết: "Đọc nó, dành thời gian để suy nghĩ, xem xét các thông điệp của nó, và bạn sẽ thấy rằng nó đã biến thành một loại ma thuật dành cho bạn." Robert Sheaffer, trong một bài đánh giá về ấn bản Tarcher năm 2011 của The Key, đã viết: "Nói những gì bạn muốn về độ tin cậy của Strieber, nhưng ông ấy biết làm thế nào để biến một cụm từ tốt đẹp, và làm thế nào để tạo nên một câu chuyện. Tuy vậy, Strieber, người nói tiếng bụng của Master, được xem như là một nhà hoạt động xã hội khá điên rồ và thích thuyết giáo".

## Tác phẩm hiện tại
Whitley Strieber hiện là chủ của podcast internet lấy chủ đề về tâm linh và khoa học, Dreamland, có sẵn trên cơ sở hàng tuần từ trang web của mình, Unknown Country. Chương trình này từng là buổi diễn đồng hành trước đây cho Coast to Coast AM, với cả hai được thành lập bởi nhà phát thanh Art Bell, trước khi Strieber bắt tay vào làm năm 1999.
Strieber cũng đã trở lại công việc viết tiểu thuyết trong những năm gần đây, bao gồm The Last Vampire (2001), và Lilith's Dream (2003), cả hai đều là phần tiếp theo tiểu thuyết ma cà rồng năm 1981 The Hunger. Ngoài ra, ông cũng là tác giả của 2012: The War For Souls (2007), cuốn tiểu thuyết kinh dị về cuộc xâm lược liên không gian, và Critical Mass (2009), cuốn tiểu thuyết giật gân về khủng bố hạt nhân. Strieber còn là đồng tác giả của cuốn tiểu thuyết đồ họa The Nye Incidents (2008), cùng với đồng tác giả Craig Spector và Guss Floor.
Cuốn tiểu thuyết của ông, The Omega Point, là tác phẩm "dựa trên mối quan hệ ẩn giấu giữa năm 2012 và Sách Khải Huyền". Tác phẩm này được phát hành vào năm 2010 là cuốn tiểu thuyết thứ hai của Strieber liên quan đến chủ đề năm 2012, cuốn tiểu thuyết đầu tiên là cuốn tiểu thuyết 2012: The War for Souls của ông. Một mục trong thể loại thanh thiếu niên nổi tiếng, Melody Burning, đã được xuất bản vào cuối năm 2011. Câu chuyện xoay quanh một nam thiếu niên hoang dã sống trong một tòa nhà chọc trời không ai chú ý, có cảm tình với một người thuê nhà mới, một ngôi sao nhạc pop có tên là Melody.
Năm 2012, Strieber đã bắt đầu dàn dựng một loạt phim giật gân lấy chủ đề về người ngoài hành tinh mang tên 'Alien Hunter,' tập đầu tiên được xuất bản vào tháng 8 năm 2013. Một series dựa trên cuốn sách do SyFy phát hành vào tháng 4 năm 2016 gọi là Hunters. Tập thứ hai trong bộ truyện, Alien Hunter: Underworld, được xuất bản vào tháng 8 năm 2014.
Tháng 3 năm 2014, Strieber và vợ là Anne đã cho xuất bản một tài liệu về căn bệnh của bà có tên là Miraculous Journey. Bà Strieber đã trải qua một cơn xuất huyết não vào năm 2004, và năm 2013 phải đi điều trị một khối u não. Ngoài ra, Strieber còn hợp tác với học giả tôn giáo Jeffrey J. Kripal trong bộ phim năm 2016 Super Natural: A New Vision of the Unexplained, một nghiên cứu về huyền học, trải nghiệm siêu nhiên, và thuật ngữ thần kinh học khám phá "tại sao siêu nhiên không phải là tưởng tượng hay hư cấu mà là một khía cạnh sống động và đích thực của cuộc sống".

## Truyền thông vào cuộc
Vào tháng 11 năm 1989, Strieber đã có buổi ra mắt dài lâu trong chương trình thảo luận trên kênh truyền hình Anh gọi là After Dark cùng với những người khác gồm có phi hành gia Buzz Aldrin. Strieber còn viết một bài luận trong cuốn sách ảnh khỏa thân của Timothy Greenfield-Sanders nhan đề XXX: 30 Porn Star Photographs và xuất hiện trong các cuộc phỏng vấn trong Thinking XXX, phim tài liệu HBO năm 2004 nói về việc tạo ra cuốn sách đó.
Strieber và vợ là Anne còn làm diễn viên khách mời trong bộ phim năm 2009 Race to Witch Mountain. Những lần ra mắt công chúng trên truyền hình trong buổi công bố phim Communion rất nhiều và bao gồm The Tonight Show with Johnny Carson. Ông còn xuất đầu lộ diện (gồm một cuộc phỏng vấn năm 2006 trong Late Late Show with Craig Ferguson) để ủng hộ cho cuốn tiểu thuyết mới nhất của mình. Ông từng xuất hiện nhiều lần trong chương trình phát thanh qua đêm Coast to Coast AM, với tư cách khách mời và chủ trì. Vào ngày 6 tháng 4 năm 2013, ông đã làm một cuộc phỏng vấn kéo dài hai giờ với John B. Wells.

## Ảnh hưởng văn hóa
Trong bộ phim truyền hình Babylon 5, có một chủng tộc ngoài hành tinh tương tự như loài Grey trong Communion. Chủng tộc này được đặt tên là Streibs dựa theo Whitley Strieber.
Trong một tập của bộ phim The X-Files, "Jose Chung's From Outer Space", hình bìa của cuốn From Outer Space là một sự nhại lại của trang bìa cuốn Communion (sự khác biệt là người ngoài hành tinh có trên hình bìa được mô tả đang hút thuốc lá).
Trong cuốn sách thứ 120 của loạt phim The Hardy Boys, The Case of the Cosmic Kidnapping (1993), nhân vật của "Hodding Wheatley", một nhà văn sống tại Connecticut đã trải qua những trải nghiệm UFO, được lấy cảm hứng từ Strieber, như được chỉ ra bởi tên họ của nhân vật "Wheatley".
In Search of Truth, một album khái niệm năm 2001 của ban nhạc progressive metal Thụy Điển Evergrey, được lấy cảm hứng từ những ý tưởng được trình bày trong Communion.
Nhóm nhạc nhảy post-punk The Mekano Set đã trích dẫn tác phẩm phi hư cấu của Whitley Strieber coi như có ảnh hưởng đến tác phẩm của họ. Họ đã viết một bài nhạc tặng lại cho Strieber nằm trong album The Three Thieves của họ ra mắt năm 2013 (liên quan đến các nhân vật trong cuốn tiểu thuyết The Grays của Strieber) có tựa đề What is it Whit?

## Đời tư và gia đình
Whitley Strieber hiện là một người Công giáo gương mẫu. Ông còn liên kết với Quỹ Gurdjieff. Ông bỏ bê công việc chính trong Quỹ ngay trước khi viết ra những trải nghiệm bị người ngoài hành tinh bắt cóc trong cuốn sách Communion nhưng vẫn tham gia vào các giáo lý thần bí của G. I. Gurdjieff và P. D. Ouspensky. Ông có bà vợ quá cố tên Anne Strieber. Hiện tại tác giả đang sống một mình tại California.

## Tác phẩm đã xuất bản
- The Wolfen (1978)
- The Hunger (1981)
- Black Magic (1982)
- The Night Church (1983)
- Warday (1984)
- Nature's End (1986)
- Wolf of Shadows (1985)
- Catmagic (1986)
- Communion (1987)
- Transformation (1988)
- Majestic (1989)
- Billy (1990)
- The Wild (1991)
- Unholy Fire (1992)
- The Forbidden Zone (1993)
- Breakthrough (1995)
- The Secret School (1996)
- The Communion Letters (1997), viết chung với Anne Strieber (biên tập)
- Confirmation (1998)
- Superstorm (1999)
- The Key (2001)
- The Last Vampire (2001)
- Lilith's Dream (2002)
- The Day After Tomorrow (2006)
- The Grays (2006)
- 2012 (2007)
- Critical Mass (2009)
- The Omega Point (2010)
- Hybrids (2011)
- Christmas Spirits (2012)
- Solving the Communion Enigma (2012)
- Orenda (2013)
- Alien Hunter (2013)
- Miraculous Journey (2014)
- Alien Hunter: Underworld (2014)
- Super Natural: A New Vision of the Unexplained (2016), viết chung với Jeffrey J. Kripal
- Alien Hunter: The White House (2016)
- Hunters (2016)

## Phim chuyển thể
- Wolfen (1981; Orion/Warner Bros.)
- The Hunger (1983; Metro-Goldwyn-Mayer)
- Communion (1989; New Line Cinema)
- The Day After Tomorrow (2004; Lionsgate Films)
- Hunters (2016; SyFy)[62]